# Lithocarpus castellarnauianus
Lithocarpus castellarnauianus är en bokväxtart som först beskrevs av António José Rodrigo Vidal, och fick sitt nu gällande namn av Aimée Antoinette Camus. Lithocarpus castellarnauianus ingår i släktet Lithocarpus och familjen bokväxter.
Artens utbredningsområde är Filippinerna. Inga underarter finns listade.